# Чета на Таньо войвода
Четата на Таньо войвода е емигрантска въстаническа военна част, навлязла в Османската империя по общ план с Ботевата чета в опит за съвместни действия по време на Априлското въстание.

## Образуване
В навечерието на Априлското въстание сред българската емиграция в Румъния започва осъществяване на предначертания идеен план за изпращане на чети отвъд Дунав в помощ на въстаналото отечество.
В крайна сметка са сформирани 2 чети – западна под ръководството на Ботев, и източна, предвождана от беглеца от Диарбекир Таньо Стоянов Куртев, наричан още Домусчиев, Уйгунсуза и Диарбекирски. По-малката чета е насочена от Христо Ботев и Никола Обретенов от Турну Мъгуреле към Олтеница, откъдето да нахлуе и да подпомогне въстанието в източните български земи, докато другата чета прави същото на запад.
За знаменосец на Таньо войвода е определен Велко Дачев Тишев от село Радево, за писар – Петър Иванов Русков (Сливен), куриер – Стефан Николов Заралията (Кулопчии), за водач – Йовчо Кеяпенчев (Караарнаут), за оръжейник – Цанко Петранов Тюфекчията. Други членове са комитите Гено Стефанов Грошов, Петър Недялков Танев, Кара Петър Трявналията.
По възраст комитите се от 23 до 59 години, като най-много са между 25 и 30 години. По-голямата част от тях са грамотни, а по занятие са дребни търговци, прекупвачи, абаджии, градинари или наемни работници.

## Състав
| No  |  | Име                    | Родно място      | Ранг       | Данни            |
| --- |  | ---------------------- | ---------------- | ---------- | ---------------- |
| 1.  |  | Таньо Стоянов          | Сливен           | войвода    | убит             |
| 2.  |  | Велко Карловлията      | Ердуванли чифлик | знаменосец | †1921            |
| 3.  |  | Стефан Заралията       | Хайнито          | куриер     | екзекутиран      |
| 4.  |  | Петър Иванов           | Сливен           | писар      | †1926            |
| 5.  |  | Гено Гроша             | Градец           |            | убит             |
| 6.  |  | Петър Свищовлията      | Свищов           |            | убит             |
| 7.  |  | Кара Петър Трявналията | Трявна           |            | убит             |
| 8.  |  | Иван Охридлията        | Охрид            |            | заточен          |
| 9.  |  | Стоян Шекерджията      | Хамзаларе        |            | †1909            |
| 10. |  | Дядо Цоню Стар хъш     | Котел            |            | †1905            |
| 11. |  | Вельо Василев          | Нова Загора      |            | заловен          |
| 12. |  | Руси Мирчев            | Сухиндол         |            | убит             |
| 13. |  | Васил Михилски         | Михилци          | подкуриер  | заловен          |
| 14. |  | Дядо Стойко            | Хайнито          |            |                  |
| 15. |  | Никола                 | Казанлъшко       |            |                  |
| 16. |  | Стоян Бинкозлията      | Бинкос           |            |                  |
| 17. |  | Цанко Тюфекчията       |                  |            | оцелял           |
| 18. |  | Коста Георгиев         | Котел            |            |                  |
| 19. |  | Димитър Казаков        |                  |            | ранен            |
| 20. |  | Йовчо Кеяпенчев        | Караарнаут       |            |                  |
| 21. |  | Христо Пържинов        | Охрид            |            | †1927            |
| 22. |  | Тотьо Колимечката      |                  |            | заловен          |
| 23. |  | Илия                   | Арбанаси         |            |                  |
| 24. |  | неизвестен             |                  |            | убит при Попово  |
| 25. |  | неизвестен             |                  |            | убит при Попово  |
| 26. |  | неизвестен             |                  |            | убит при Марчино |
| 27. |  | неизвестен             |                  |            |                  |
| 28. |  | неизвестен             |                  |            |                  |

## Поход
Точният маршрут на четата е установен под ръководството на изследователя Борис Илиев. На 17 май 1876 година, шест часа преди Ботевата чета да стъпи на Козлодуйския бряг, 28-те четници, водени от 30-годишния сливналия Таньо войвода, преминават Дунав при тутраканското село Косуй Булгар. Бойната част тръгва на юг към Стара планина с цел да се подпомогне въстанието във Втори сливенски революционен окръг. Бойният път на четата продължава 11 дни и преминава покрай 28 селища и през три сражения. Маршрутът на четата на Таньо войвода минава през Дунавската елия, Делиормана и Поломието покрай преобладаващо турски села и без да получи почти никаква подкрепа от изплашеното българско население. Скоро четата е открита и след нея тръгват потери. Води три последователни сражения – при село Спахлар, на хълма „Припека“ при село Аязлар и последното на 27 май 1876 на „Керчан баир“ при село Араплар, в което четата е разбита. 

## Поражение
На 27 май, единадесетия ден от стъпването на българска земя, при силен дъжд четата е обкръжена на височината Керчан баир. Отрядът е разпокъсан на малки групи комити, двама от които падат убити. Вечерта, при кратко затишие, Таньо повежда хората си в опит за отстъпление, но в подножието на хълма са забелязани и влизат в ръкопашен бой. Според устното предание, при Керчан баир, за да могат другарите му да се оттеглят към Балкана, Таньо Войвода започва неравен ръкопашен бой с османците, в който посича шестима врагове с ятагана си докато сам не пада убит. Главата му е отрязана и разнасяна по пазарите из околните села за сплашване на местното българско население. Знамето на четата, шито от Ника Николова и Стефка Стоянова, сестра и племенничка на Стефан Заралията, е изпратено като трофей в Цариград. След битката оцелелите Таньови другари са преследвани и голяма част от тях са заловени, изтезавани и затворени. Някои доживяват амнистията от август 1876, но четирима от комитите са заточени и се завръщат едва след Освобождението на България.

## Памет
Днес ежегодно в края на месец май от Тутракан започва Национален поход „По пътя на четата на Таньо войвода“, дейност по Проект № BG051PO0001-4.2.03/29 „По следите на миналото за достойно бъдеще“ по Оперативна Програма „Развитие на човешките ресурси“. В продължение на три години походът се провежда под патронажа на вицепрезидента на Република България Маргарита Попова. За четири дни походниците извървяват 220-те километра от бойния път на четата през общините Тутракан, Исперих, Разград, Ветово, Цар Калоян и Попово. Походът е със статут на национален и е организиран с активното участие на тези общини и на музеите в тях и със съдействието на Министерството на образованието и науката и Министерството на отбраната. Преди него се провежда национален ученически конкурс за есе, стихотворение, мултимедия и рисунка, свързани с личността и делото на Таньо войвода и неговата чета. През 2014 в редиците на похода по целия му маршрут се включват 389 ученици и учители, а освен тях граждани и потомци на четниците.